# Paraisanthus fabiani
Paraisanthus fabiani is een zeeanemonensoort uit de familie Isanthidae. De anemoon komt uit het geslacht Paraisanthus. Paraisanthus fabiani werd in 2008 voor het eerst wetenschappelijk beschreven door Häussermann & Försterra. 